# Денис (герб)
Денис — (пол. Denis) — польский дворянский герб. Принадлежит шляхетским фамилиям: Денисы (Denis), Денисевичи (Denisewicz), Денисовичи (Denisowicz), Денишевичи (Deniszewicz), Дерыно (Deryno), Дмовские (Dmowski), Колышко (Kołyszko). В России гербы Владыкиных (VII, 126); Денисьевых (VII, 89). Представители родов до нашего времени проживают на территории России, Польши, Литвы, Белоруссии, Украины.
Известно две модификации щитов герба — Вариация Денис-1 (Denis I) и Денис-2 (Denis II).Księga herbowa rodów polskich (1897)

## Описание герба (блазон)
В лазоревом поле латинский крест, опирающийся длинной стороной на золотую звезду о шести лучах.

## Происхождение герба
Считается, что польский герб Денис древный; необычен тем, что (предположительно) ведёт свою историю из Франции. Во французской геральдике присутствует герб города Saint-Denœux содержащий тот же набор символов, что и шляхетский Денис-2.
Наименование герба сходно с названием этого города. Возможно, что миграция герба произошла во времена крестовых походов, при миграции рыцаря, каком-то договоре о наследии или браке.

## Герб Денис используют
Денисы (Denis), Денисевичи (Denisewicz), Denisko, Денисовичи (Denisowicz), Денишевичи (Deniszewicz), Дерыно (Deryno), Дмовские (Dmowski), Колышко (Kołyszko).